# Diocèse de Setúbal
Le diocèse de Setúbal (latin : Dioecesis Setubalensis) est un diocèse de l'Église catholique au Portugal suffragant du patriarcat de Lisbonne. En 2017, il comptait 541 100 baptisés sur 774 000 habitants. Il est dirigé par José Ornelas Carvalho, SCI.

## Territoire
Le diocèse comprend 9 des 13 communes du district de Setúbal : Setúbal, Alcochete, Almada, Barreiro, Moita, Montijo, Palmela, Seixal, Sesimbra, ainsi que quelques hameaux des communes d'Alcácer do Sal et Grândola.
L'évêché est situé dans la ville de Setúbal, où se trouve la cathédrale Santa Maria delle Grazie.
Le territoire s'étend sur 1 500 km2 et est divisé en 57 paroisses, regroupées en 7 doyennés : Almada, Barreiro-Moita, Caparica, Montijo, Palmela-Sesimbra, Seixal et Setúbal.

## Histoire
Le diocèse a été érigé le 16 juillet 1975 par la Bulle Studentes Nos du Pape Paul VI, obtenant son territoire du patriarcat de Lisbonne et dans une moindre mesure de l'archidiocèse d'Évora et du diocèse de Beja.
Le 18 mars 1980, par la lettre apostolique Cum Beatam Mariam, le pape Jean-Paul II confirmait la Bienheureuse Vierge Marie, vénérée avec le titre de Santa Maria de Graça, patronne principale du diocèse.

## Chronologie des évêques
- Manuel da Silva Martins (16 juillet 1975 - 23 avril 1998, démissionnaire)
- Gilberto Délio Gonçalves Canavarro dos Reis (23 avril 1998 - 24 août 2015, retraité)
- José Ornelas Carvalho, SCI, (24 août 2015 - 13 mars 2022)
- Américo Aguiar, depuis le 21 septembre 2023

## Statistiques
En 2017, sur une population de 774 000 personnes, le diocèse comptait 541 100 baptisés, correspondant à 69,9 % du total[pertinence contestée][réf. nécessaire].
| année | population | population | population | prêtres | prêtres   | prêtres   | prêtres             | diacres | religieux | religieux | paroisses |
| année | baptisés   | total      | %          | nombre  | séculiers | réguliers | baptisés par prêtre | diacres | moines    | moniales  | paroisses |
| ----- | ---------- | ---------- | ---------- | ------- | --------- | --------- | ------------------- | ------- | --------- | --------- | --------- |
| 1980  | 464 000    | 546 000    | 85,0       | 62      | 33        | 29        | 7 483               |         | 38        | 140       | 46        |
| 1990  | 525 000    | 628 000    | 83,6       | 64      | 35        | 29        | 8 203               | 4       | 34        | 125       | 48        |
| 1999  | 550 000    | 650 000    | 84,6       | 75      | 44        | 31        | 7 333               | 4       | 38        | 109       | 49        |
| 2000  | 550 000    | 650 000    | 84,6       | 74      | 43        | 31        | 7 432               | 4       | 38        | 100       | 49        |
| 2001  | 550 000    | 650 000    | 84,6       | 76      | 45        | 31        | 7 236               | 4       | 38        | 100       | 49        |
| 2002  | 550 000    | 650 000    | 84,6       | 78      | 47        | 31        | 7 051               | 4       | 38        | 100       | 49        |
| 2003  | 550 000    | 650 000    | 84,6       | 83      | 52        | 31        | 6 626               | 2       | 38        | 100       | 51        |
| 2004  | 550 000    | 650 000    | 84,6       | 82      | 51        | 31        | 6 707               | 2       | 38        | 100       | 51        |
| 2010  | 509 858    | 718 900    | 70,9       | 82      | 58        | 24        | 6 217               | 10      | 29        | 80        | 57        |
| 2014  | 537 073    | 779 379    | 68,9       | 83      | 63        | 20        | 6 470               | 12      | 25        | 100       | 57        |
| 2017  | 541 100    | 774 000    | 69,9       | 113     | 64        | 49        | 4 788               | 12      | 53        | 86        | 57        |
| 2020  | 544 820    | 782 000    | 69,7       | 82      | 63        | 19        | 6 644               | 13      | 20        | 100       | 57        |